# William Schutz

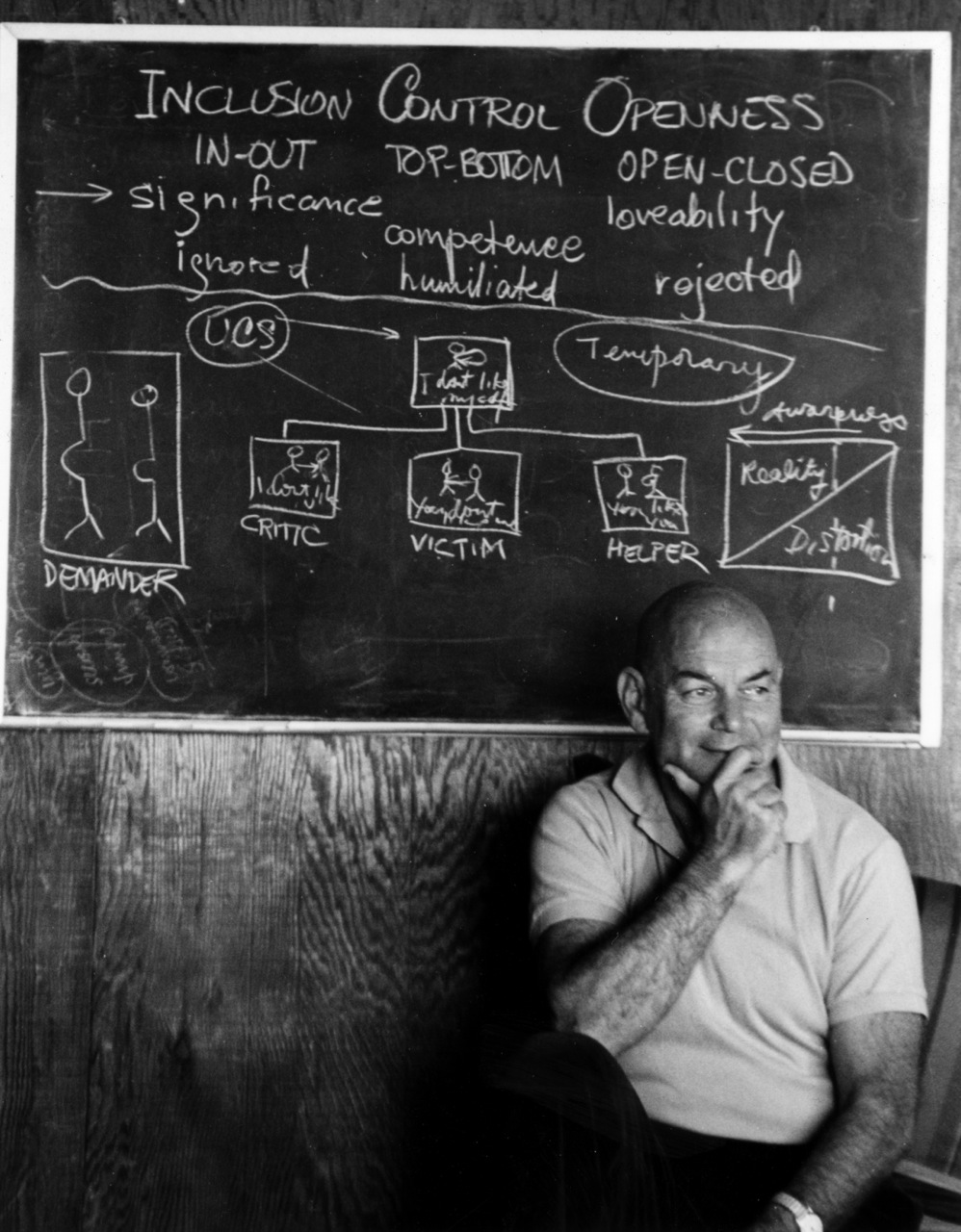
Esalen Institute, etwa 1987

William Carl Schutz (*  19. Dezember 1925 in Chicago, Illinois, USA; † 9. November 2002 in Muir Beach, Kalifornien, USA) war  ein US-amerikanischer Psychologe.

## Biographie
William „Will“ Schutz, geboren als Sohn von Carl Milton Schutz und Ruth Helen Schutz (geborene Tausig), arbeitete in den 1950er Jahren am University of Chicago’s Counseling Center mit den Psychologen Carl Rogers, Thomas Gordon, Abraham Maslow und Elias Porter zusammen. In den 1960er Jahren forschte und lehrte er am Esalen Institute in Californien. Er promovierte zum Ph.D. am UCLA. Er lehrte an der Tufts University, Harvard University, University of California, Berkeley und am Albert Einstein College of Medicine.
Schutz war bis 1983 Vorsitzender des Holistic Studies Department der Antioch University. 
1958 stellte William C. Schutz eine Theorie interpersoneller Beziehungen vor, die Fundamental Interpersonal Relations Orientation (FIRO). Die Theorie konstatiert, dass sich fast jede menschliche Interaktion auf die drei Dimensionen: Inklusion, Kontrolle und Affekt zurückführen lässt. Die FIRO-Theorie dient zur Analyse gruppendynamischer Prozesse und wird zur Personalentwicklung in der Wirtschaft eingesetzt.
W. C. Schutz veröffentlichte zahlreiche Bücher und viele Artikel. Als Psychotherapeut entwickelte er in den frühen 1960er Jahren eine spezifische Form der Encountergruppen, den Open-Encounter.

## Einflüsse
Neben seiner Lehr- und Forschungstätigkeit als Psychologe an der Harvard University of Chicago, der University of California at Berkeley, und anderen Institutionen, studierte Schutz auch Philosophie mit dem Schwerpunkt Wissenschaftstheorie u. a. bei Hans Reichenbach und Abraham Kaplan. Er arbeitete zusammen mit dem Soziologen und Methodenforscher Paul Lazarsfeld und mit Elvin Semrad, Methodenforscher, Professor für Psychiatrie der Harvard Medical School und klinischer Direktor am the Massachusetts Mental Health Center. Schutz nannte Semrad eine Schlüsselfigur bei seiner Arbeit zu Selbsterfahrungsgruppen (“a brilliant, earthy psychoanalyst who became my main mentor about groups.”) Schutz beschäftigte sich mit der T-group-methodology an den National Training Laboratories (NTL) in Bethel, Maine, mit Psychosynthese, einer spirituellen Technik nach Roberto Assagioli, mit Psychodrama nach Hannah Weiner, mit Bioenergetik nach Alexander Lowen und John Pierrakos, mit Rolfing nach Ida Rolf, mit Gestalttherapie nach Paul Goodman und mit der Feldenkraismethode nach Moshé Feldenkrais. In seinen eigenen Worten, “I tried everything physical, psychological, and spiritual - all diets, all therapies, all body methods, jogging, meditating, visiting a guru in India, and fasting for thirty-four days on water. These experiences counterbalanced my twenty years in science and left me with a strong desire to integrate the scientific with the experiential.”

## Veröffentlichungen
- FIRO: A Three-Dimensional Theory of Interpersonal Behavior. New York, NY: Rinehart (1958)
- Joy. Expanding Human Awareness (1967)
- Here comes Everybody Harper & Row (London 1971)
- Elements of Encounter (1973)
- Body Fantasy (1976)
- Leaders of Schools (1977)
- Profound Simplicity. New York, NY: Bantam (1979)
- The Truth Option. Berkeley, CA: Ten Speed Press (1984)
- Joy: Twenty Years Later. Berkeley, CA: Ten Speed Press (1989)
- "Beyond FIRO-B – Three New Theory Derived Measures – Element B: Behavior, Element F: Feelings, Element S: Self." Psychological Reports, June, 70, 915–937 (1992)
- The Human Element: Productivity, Self-Esteem and the Bottom Line. San Francisco, CA: Jossey-Bass (1994)